# Powiat de Starachowice
Le powiat de Starachowice (en polonais : powiat starachowicki) est un powiat appartenant à la voïvodie de Sainte-Croix dans le centre-sud de la Pologne.

## Division administrative

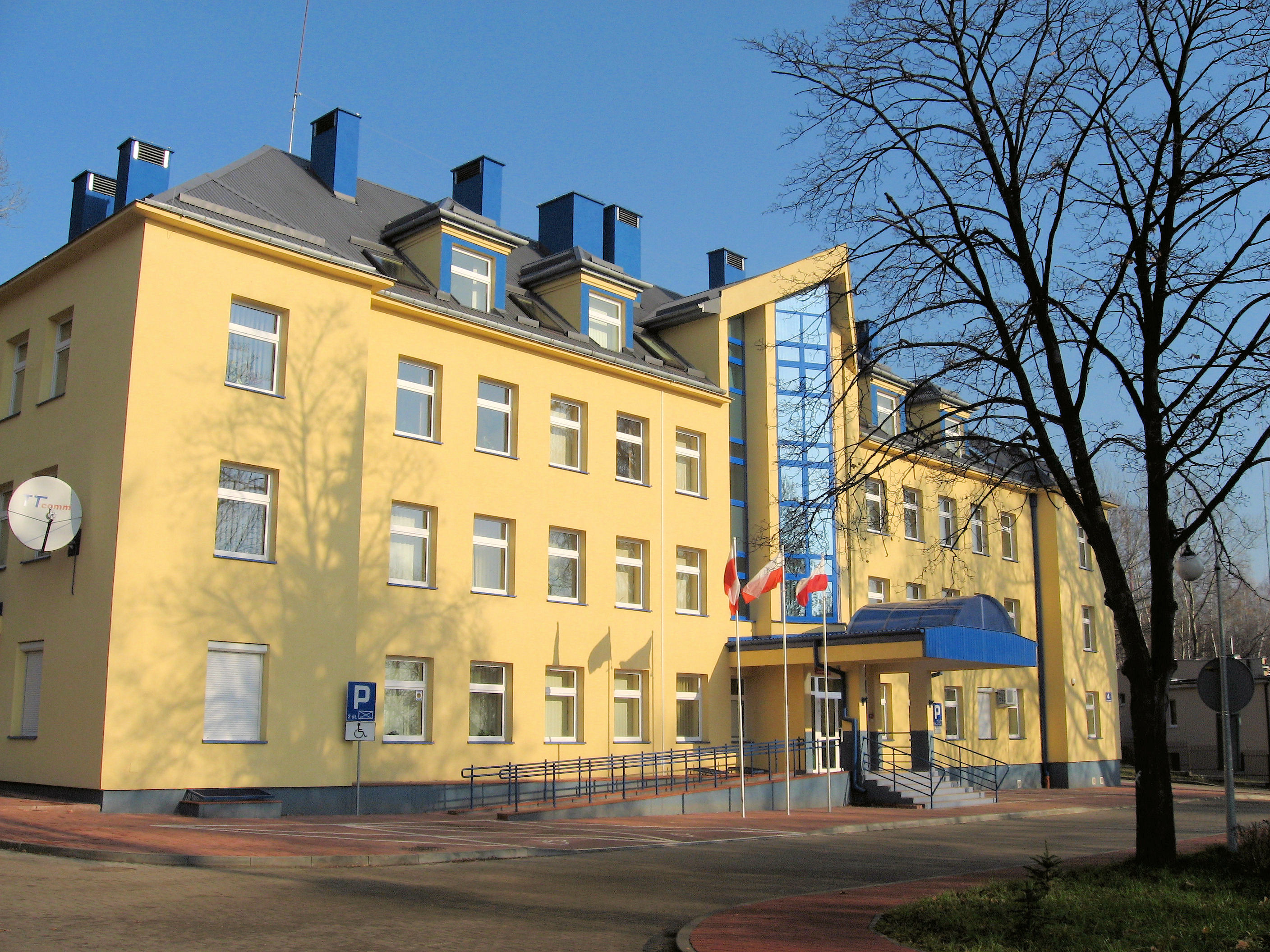
Siège du powiat de Starachowice

Le powiat de Starachowice comprend 5 communes :
- Commune urbaine : Starachowice
- Communes rurales : Brody, Mirzec, Pawłów
- Commune mixte : Wąchock